# Rónay Ildikó
Rónay Ildikó (Budapest, 1946. március 25. –) olimpiai ezüstérmes magyar tőrvívó.

## Pályafutása
Az 1972-es müncheni olimpián a magyar női tőrcsapattal ezüstérmet szerzett. 